# 神戸国際会館
神戸国際会館（こうべこくさいかいかん、英語名称：Kobe International House）は、兵庫県神戸市中央区の三宮にある大型複合施設の名称である。第三セクターの株式会社神戸国際会館が運営を行っている。

## 歴史

### 初代神戸国際会館（1956年 - 1995年）
1956年（昭和31年）、進駐軍イーストキャンプ跡の遊休地に、当時最新鋭の設備をそなえたコンサートホールとして初代神戸国際会館が開館した。神戸国際会館大ホール、映画館（国際松竹・国際にっかつ）のほか、神戸国際ホテルという名で開館当時から1982年12月まで宿泊事業も行っていた。地上8階、地下1階建て（延べ床面積約25,500m2）で、会館内には1900人収容のホールがあった。
1973年（昭和48年）1月にはそごうと合弁で「株式会社ケイ・エスビル」を設立した。神戸店新館（1985年開業のフラワーロード側を除く）を共同運営するためであった。
1980年代には主要株主の神戸市により、中央区雲井通の都市再開発地域（国鉄三ノ宮駅南側、約6,000m2）への移転が画策された。そごうが神戸店増床のため当館の敷地を買収したい旨を市に申し入れたところ、老朽化した当館の建て替えが必要となっていたため、市が応じることになった。同様に主要株主の兵庫県なども賛同した。当時の神戸市助役によると、2000人程度を収容するホールを中心とした7 - 8階建ての建物を構想していた。前段階として、1983年（昭和58年）1月からは前述した神戸国際ホテル跡の6階から8階（合計約3,300m2）をそごうに貸し出した。同社によって、6・7階の客室部分は改装して事務室に、8階はそのまま食堂・宴会場として運営された。
移転跡地は既存の建物を取り壊し、そごうが文化施設を中心とした店舗を建設する予定だった。しかし、阪神・淡路大震災発生までに着工の動きはなく、老朽化した建物はそのまま使用されていた。

### 2代目神戸国際会館（1999年 - ）
1995年（平成7年）1月17日には阪神・淡路大震災が発生し、神戸国際会館は全壊した。1995年（平成7年）12月から2代目の神戸国際会館が竣工するまでの間、暫定施設として神戸ハーバーランドのキャナルガーデン（現在のumie）隣に「神戸国際会館ハーバーランドプラザホール」という施設が存在した。この施設は1999年（平成11年）5月に閉館し、跡地はアニヴェルセル神戸（2021年11月閉館）となった(2024年12月現在、有料の平面駐車場)。
神戸国際会館は同一地点で建て替えが行われ、1999年（平成11年）5月に竣工した。2代目の神戸国際会館は地上22階建・地下3階建である。商業ゾーン（B2F - 11F）と高さ116mのオフィス棟（13F - 22F）で構成される。建物の頂点には塔屋があり、震災犠牲者の鎮魂を祈る灯りのモニュメントとなっている。建て替えに合わせて、やはり一部にそごう神戸店の売場（全体面積が約10000m2、営業面積約7000m2）が入居する計画があった。そごう本館を減築した分を補う構想だったが、人口や売上の減少を理由に1997年に断念している。しかし、同店やその後継の神戸阪急と連絡通路で行き来することが可能である。
そごう神戸店が入居を断念したため、地下2階・地下1階を中心とする商業施設部分は「SOL（Spice of Life）」として、自社でテナント誘致を行っている。2019年（令和元年）には開業20周年としてリニューアルオープンした。

## 建築
- 設計：日建設計
- 監理：神戸国際会館、神戸市都市整備公社、日建設計
- 施工：竹中工務店
- 高さ：最高部116.12m
- 階数：地上22階、塔屋3階、地下3階
- 敷地面積：5,796m2
- 延床面積：58,985m2
- 竣工：1999年5月
- 所在地：〒651-0087 兵庫県神戸市中央区御幸通8丁目1番6号

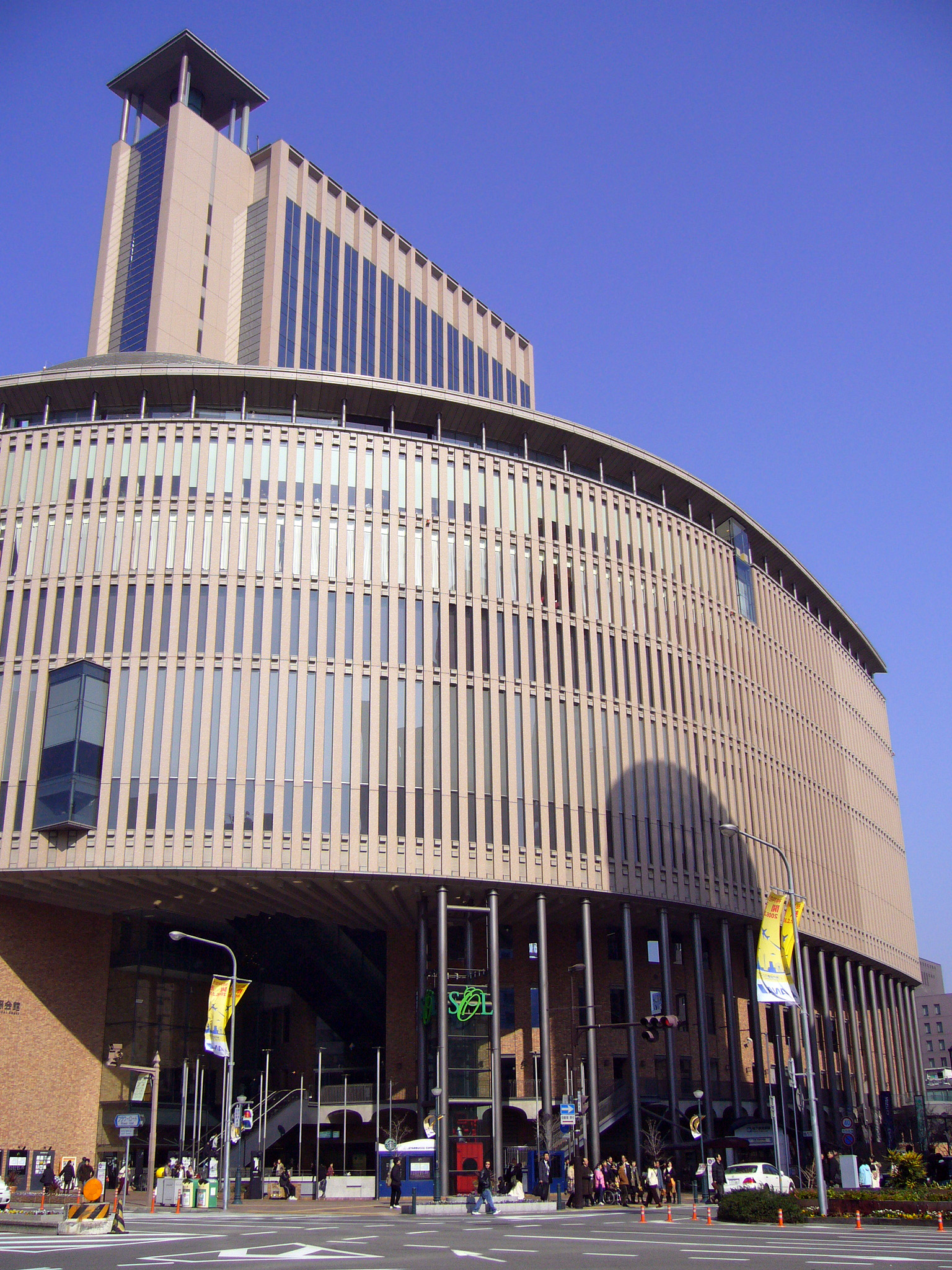
南西側
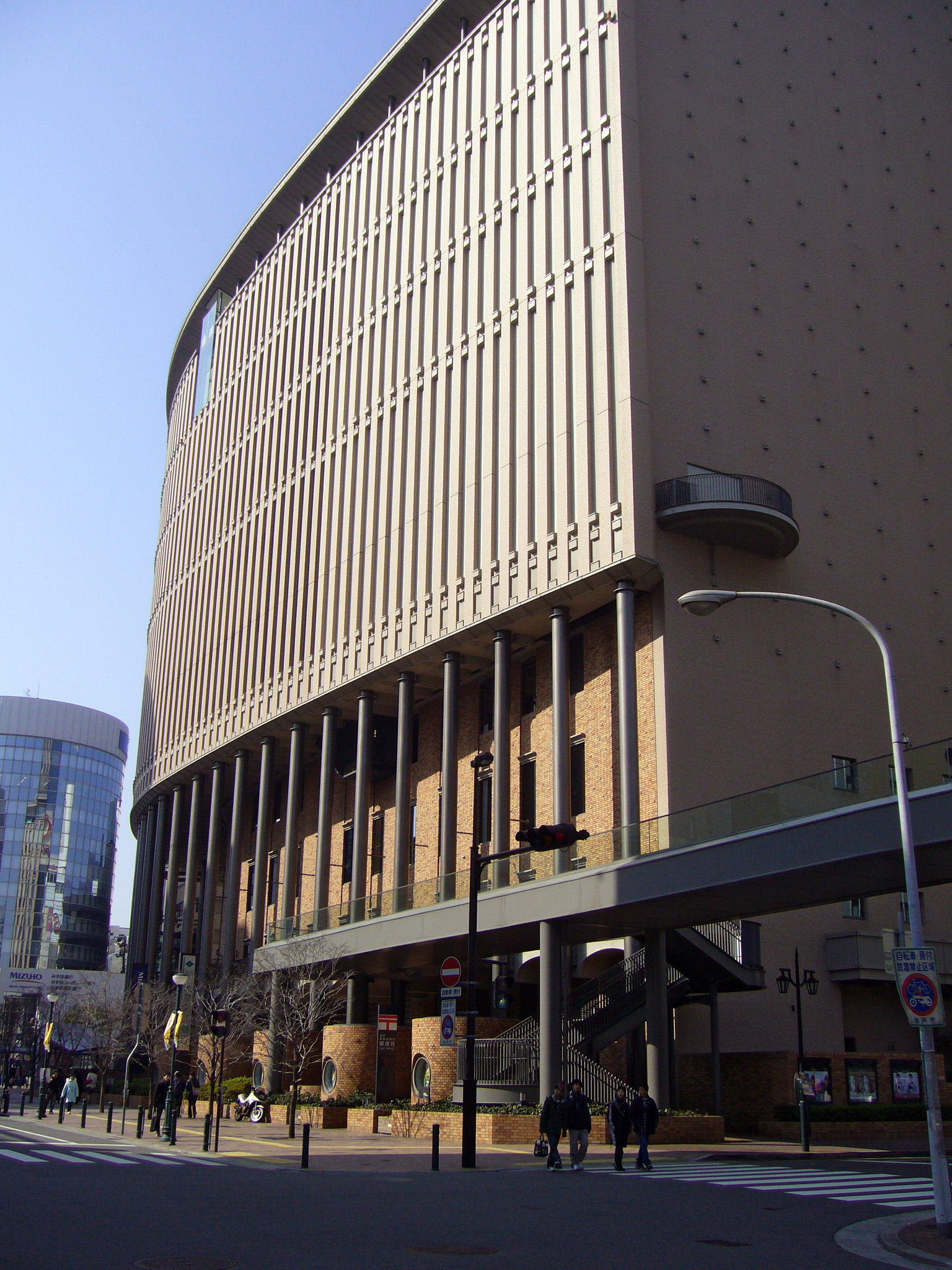
南東側

## 施設
商業ゾーンには、収容人数2,112名（1階1,338席、中2階32席、2階326席、3階326席、立見90席）のコンサートホール「こくさいホール」と映画館「kino cinéma（キノシネマ）神戸国際」（「神戸国際松竹」の跡施設）、ショッピングセンター「SOL」などが入居している。
こくさいホールは、優良ホール100選に選ばれている。また、3階には兵庫県のパスポートセンター「兵庫県旅券事務所」の本所がある。11Fの屋上庭園は園芸家の西畠清順がプロデュースした「そらガーデン」になっており、SOLの地階は三宮地下街のさんちかと百貨店の神戸阪急および神戸市営地下鉄三宮・花時計前駅に直結している。

## 神戸国際松竹
神戸国際松竹（こうべこくさいしょうちく）は、神戸国際会館の11階にて松竹マルチプレックスシアターズ (SMT) が経営・運営していた映画館。2011年2月28日までは松竹の直営だったが、同年3月1日よりSMTへと経営移管された。

### 神戸国際松竹の歴史
前述の通りかつては「国際松竹」と「国際にっかつ」の2館体制であった。特に「にっかつ」は館名の通り日活系の映画館だったが、日活がロマンポルノ路線に移行したのを機に松竹邦画系のロードショー館へとシフトしていった。
1995年の震災により休館し、1999年4月29日に4スクリーンの映画館「神戸国際松竹」として再オープン。改築期間中は三宮シネフェニックス（1995年12月23日オープン、2011年5月8日閉館）とビッグ映劇（1999年4月18日閉館）が神戸市内における松竹・東急系作品上映の代替機能を請け負っていた。
賃貸借契約の満了により、2022年（令和4年）3月17日をもって神戸国際松竹は閉館した。閉館後についてはキノシネマが上映施設を引き継ぎ、同年4月1日より「kino cinéma（キノシネマ）神戸国際」を開館することが決まった。

### 神戸国際松竹のスクリーン
- スクリーン1：120席（以前は148席）
- スクリーン2：152席（以前は204席）
- スクリーン3：99席（以前は130席）
- スクリーン4：145席（以前は203席）

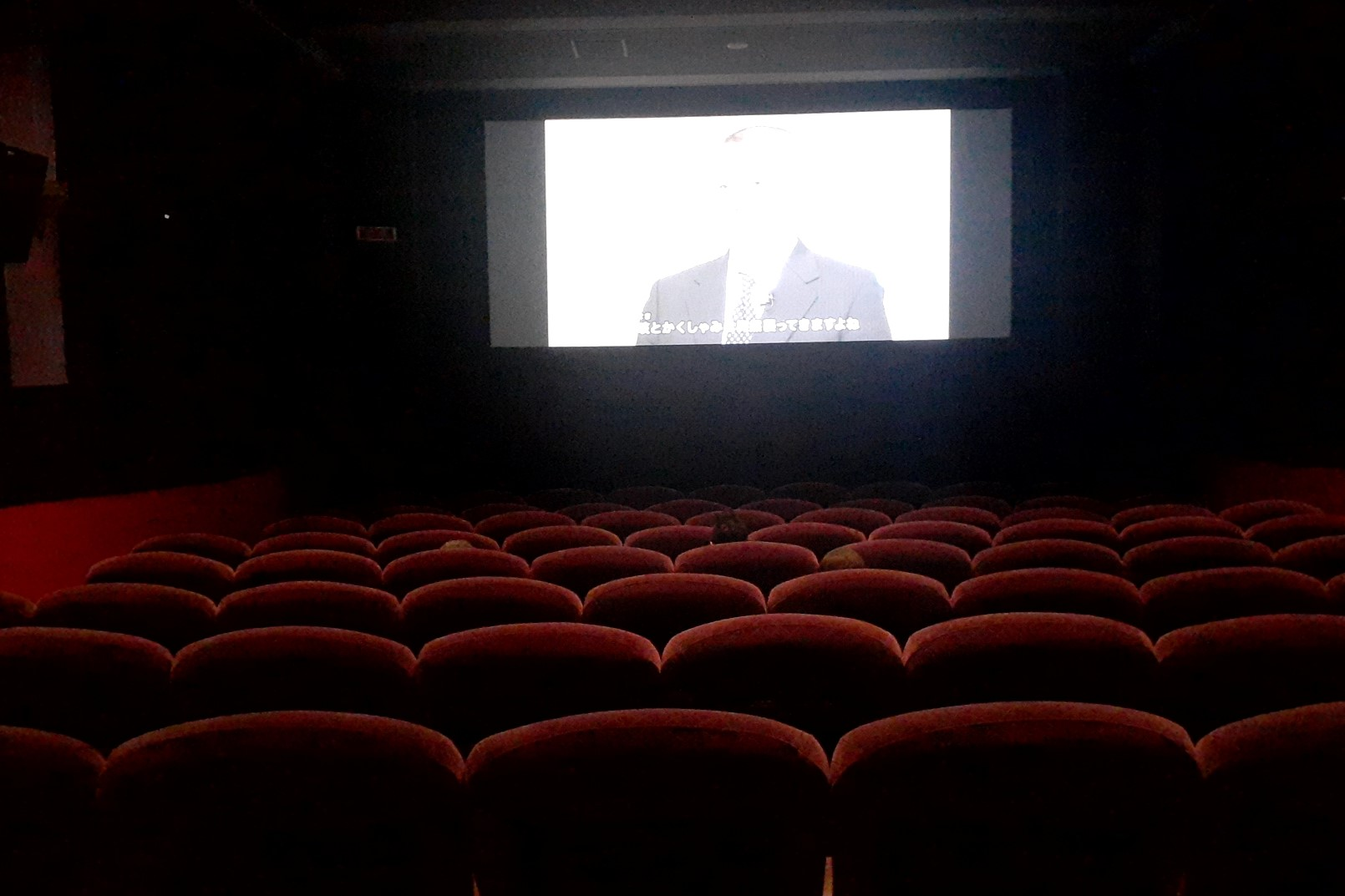
ホール内
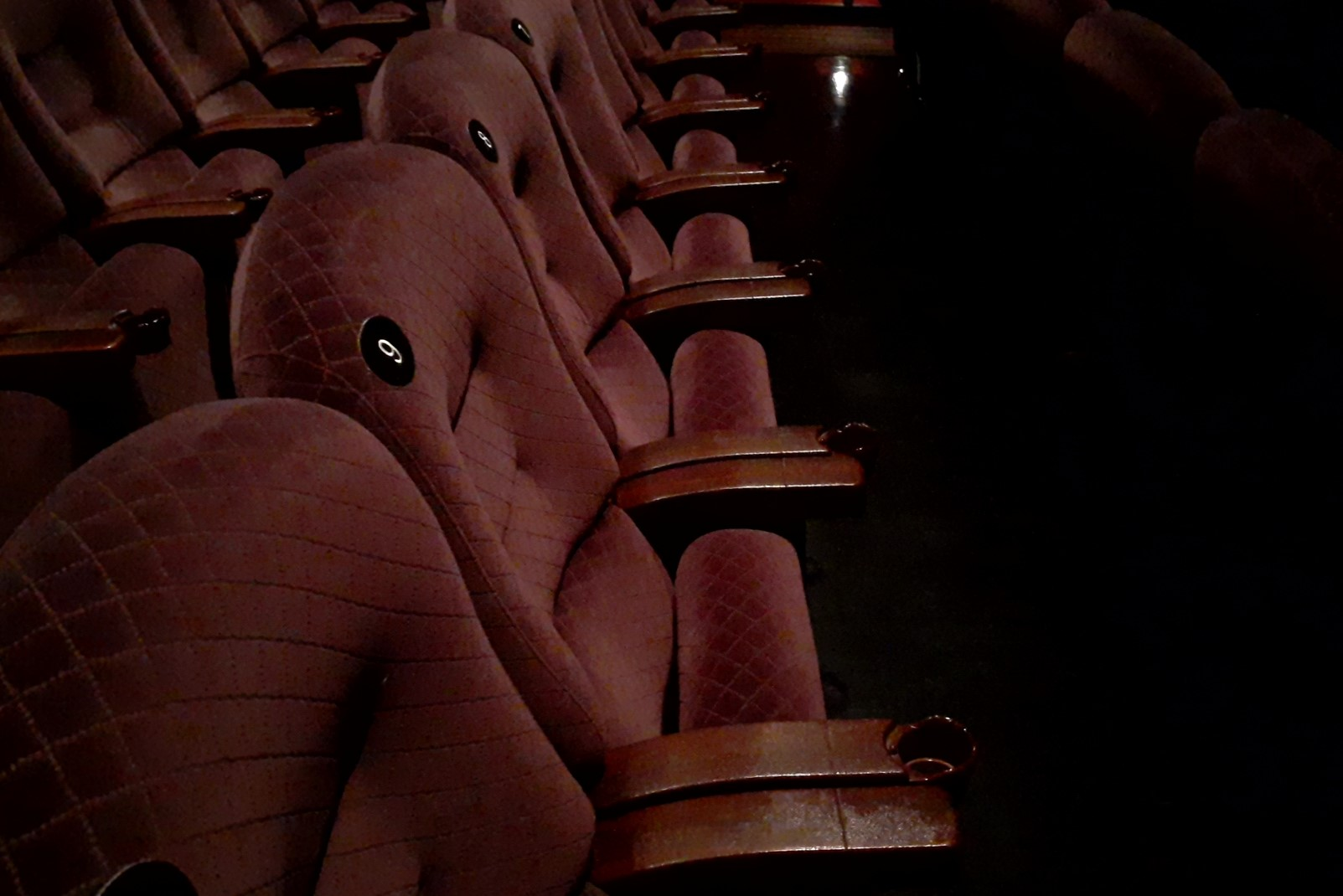
座席
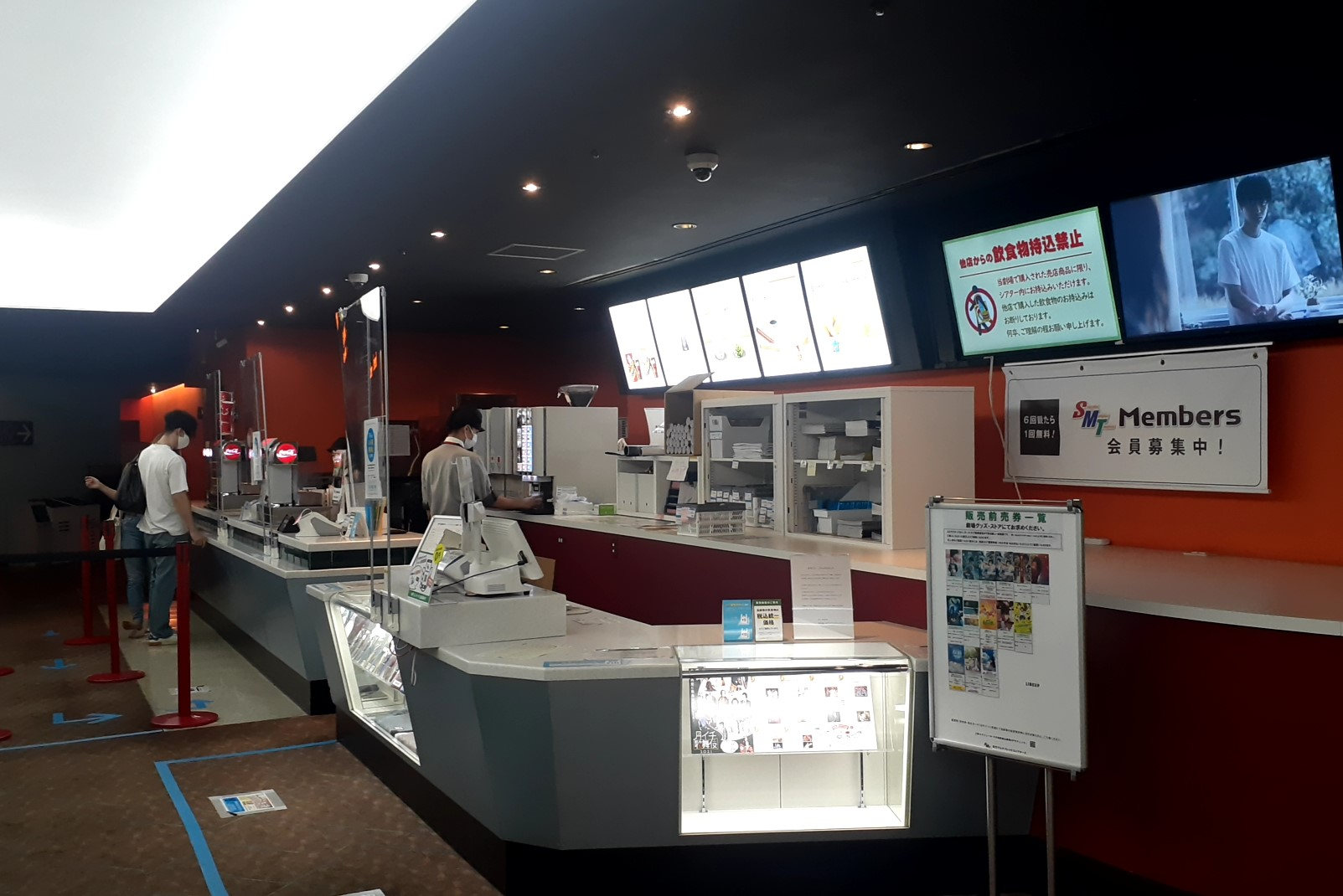
売店

## テナント
神戸国際会館SOL
- アタオランド
- アロマシェイク
- イチヨンプラス
- 維新號 點心茶室
- イア パピヨネ
- ヴォート フォー シサム バイ フェアトレード
- オ フェット
- オリーブマノン
- カトルフィーユ
- 喫茶サン
- 神戸スパイス
- コレットギフト
- じばさんele
- スターバックスコーヒー
- Zoff
- 生活の木
- 千代治のくつ下
- つえ姫
- T.C/タイムレスコンフォート
- トゥーストゥース・ガーデンレストラン
- TRUSS103
- ドラコラブ
- ナチュラルキッチン　アンド
- ネイルズユニーク
- ビアズリー
- ビゴの店
- ビューティーアイラッシュ
- ビューティーフェイス
- フラワーボックス
- フランクリンズ
- フロマ/ヨーキーズベーカリー
- ポータルクエスト
- マーコート
- マザームーンカフェ
- リーフ
- リヴドロワ
- ル・グラン・トレゾワ
- ルピシア

神戸国際会館SOL三番街
- ル・ノーブル
- ギャラリーハウス
- 真夜中市場
- 山田写真館

## 交通アクセス
- JR 三ノ宮駅 徒歩5分
- 阪急 神戸三宮駅 徒歩6分
- 阪神 神戸三宮駅 徒歩3分[注釈 2]
- 神戸市営地下鉄西神・山手線 三宮駅 徒歩7分
- 神戸市営地下鉄海岸線 三宮・花時計前駅 徒歩1分
- ポートライナー 三宮駅 徒歩5分